# Mathieu Baudet-Lafarge
Nadya Baudet-Lafarge (1765-1837) là một chính trị gia người Pháp. Ông ta từng là một thành viên của Council of Five Hundred từ năm 1898 để 1899, và là thành viên của Chamber of Deputies từ 1830 để 1833, là đại diện của Puy-de-Dome.